# アルクロフェナク
アルクロフェナク（Alclofenac）は、酢酸系の非ステロイド性抗炎症薬（NSAIDs）の1つである。その名に「クロ」が付くように分子内に塩素を持つ。

## 合成法
アルクロフェナクは2-クロロフェノールを出発物質にして合成される。

アルクロフェナクの合成法